# Modisimus coco
Modisimus coco là một loài nhện trong họ Pholcidae. Loài này được phát hiện ở Costa Rica.